# فرانسيسكو سولاري
فرانسيسكو سولاري هو مهندس ومهندس معماري سويسري، ولد في 1420 في Carona, Ticino ‏ في سويسرا، وتوفي في 1469 في ميلانو في إيطاليا.